# فینال جام حذفی فوتبال ایتالیا ۲۰۰۶
فینال جام حذفی فوتبال ایتالیا ۲۰۰۶ پنجاه و نهمین فصل از رقابت‌های کوپا ایتالیا بود. این مسابقه بین آ.اس. رم و اینترمیلان برگزار شد. در نهایت این باشگاه فوتبال اینتر میلان بود که برای پنجمین بار قهرمان کوپا ایتالیا شد.